# Capítulos que se le olvidaron a Cervantes
Capítulos que se le olvidaron a Cervantes es el título de una novela del ensayista y pensador ecuatoriano Juan Montalvo, publicada por primera vez en 1895, pocos años después de la muerte de su autor. Es una continuación de la novela de Cervantes Don Quijote de la Mancha.
La obra tiene un extenso prólogo, que lleva por título El buscapié, y refiere nuevas aventuras de Don Quijote de la Mancha. Se diferencia notablemente de otras continuaciones del Quijote en que la acción se inicia a partir de un momento indeterminado de la obra cervantina, en el contexto de la tercera salida, y se interrumpe dejando a Don Quijote con vida, aunque después de haber redactado un testamento en verso octosilábico.
El texto contiene numerosas referencias a los libros de caballerías, evidentemente tomadas de las notas de Diego Clemencín a su edición del Quijote, y hace también alusión a una serie de personajes de la política ecuatoriana de su tiempo, en particular el presidente Ignacio de Veintemilla, de quien Montalvo era furibundo adversario, y al que presenta en la figura de un ladrón ajusticiado, cuyo cadáver hallan Don Quijote y Sancho. Otra característica de la obra es su notorio anticlericalismo, expresado en reiteradas burlas y censuras a la Iglesia católica y la conducta y actitudes del clero.
Según la enciclopedia española Monitor (editorial Salvat, 1970, tomo 6, pag.2099), en su artículo dedicado a Don Quijote, esta obra de Montalvo es la mejor aproximación al personaje cervantino, en términos novelísticos, pues logra reproducir en gran medida su esencia. Textualmente el artículo declara: "En el siglo XIX hemos de destacar la valiosa interpretación del ecuatoriano J. Montalvo, quien en los "Capítulos que se le olvidaron a Cervantes" trazó una semblanza del héroe que no desdeñaría su mismo autor: el sentido de raza, tragedia y sublimación fueron magníficamente destacados por el eximio polígrafo ecuatoriano".

## Trama
La novela comienza con don Quijote y Sancho en medio de un paraje solitario, en el contexto de su tercera salida, tras su estadía en el castillo de los duques(en el cap. 4 el autor denomina a Sancho “ex-gobernador” y en el cap.17 lo identifica como el gobernador de Barataria). Don Quijote se encuentra en estado de penitencia esperando alguna señal de Dulcinea del Toboso. De repente, escuchan el llanto de un niño, al que encuentran en las riberas de un arroyo cercano. Don Quijote supone que debe ser el hijo ilegítimo de alguna princesa. Con disgusto de Sancho, don Quijote le ordena cargarlo y pronto se encuentran con una anciana mujer a la que el caballero toma por la encantadora Urganda la desconocida. De improviso aparece la madre, quien arrebata al niño de los brazos de Sancho. El caballero y el escudero reciben la hospitalidad de los lugareños. Frente a ellos don Quijote narra sus aventuras achacándose, según las leyes de la caballería, las victorias del Caballero de los Espejos a quien había derrotado anteriormente. Al día siguiente don Quijote y Sancho continúan su camino.
En el camino(cap. 4) se topan con tres disciplinantes que a gatas cumplían una penitencia; don Quijote carga sobre ellos y los desbarata; el episodio sirve para que don Quijote critique ácidamente esta antigua práctica religiosa. Luego, libra a un deudor de las manos de su acreedor quien le llevaba preso arrastrándolo tras la cola de su caballo. Sin embargo, al poco caen sobre ellos, por sorpresa, los tres disciplinantes(cap.5), quienes los muelen a palos; luego, también se deja caer el acreedor, quien tiene con Sancho una furiosa pelea. Amo y escudero quedan maltrechos y con dificultad continúan su camino.
Pronto don Quijote se ve envuelto en una nueva batahola cuando confunde a una procesión de la Virgen con un grupo de malandrines, carga sobre ellos y los religiosos con dificultad le convencen de su error. Don Quijote y Sancho se unen  a la procesión.  Terminada ésta don Quijote discute con los religiosos acerca de la supuesta veracidad de los hechos que narra la literatura de caballería(cap.6). Don Quijote y Sancho son invitados a una suntuosa comida por el cura del lugar(Cap.7). Don Quijote reafirma frente a los oyentes la cristiana condición de su oficio,  y Sancho por su parte se va de lengua, insultando a un lugareño e involucrándose en una repentina y absurda trifulca a golpes.
El cura enseña a don Quijote la nueva capilla(cap. 9) que se está construyendo y el manchego critica la costumbre de la Iglesia de acumular ofrendas de oro y plata a los santos milagrosos sin usarla en beneficio de los más necesitados.
El cura les dispone a don Quijote y a su escudero un alojamiento en el pueblo(cap. 10), pero son víctimas de una serie de pesadas bromas de parte de unos vengativos monaguillos de la procesión, los cuales previamente disponen el lugar con una serie de artilugios: primero, colocan en la pieza un espantajo de palo y paja al cual don Quijote confunde con un gigante. Durante la noche(cap. 11) son despertados por un horrísono sonido de cadenas que se arrastraban, presentándose una supuesta dama en desgracia, encerrada por su esposo en el lugar, y la cual pide a don Quijote que la libere; mas luego, de improviso, se presentan sus carceleros, quienes los afrentan y golpean nuevamente. Sancho llora de rabia y don Quijote lo consuela. Al poco se presenta otro sujeto(cap.12) haciéndose pasar por el superior de un monasterio de cartujos que ruega a don Quijote que los libere de un  gigante que aterroriza a la región. Luego(cap. 13), amo y mozo intentan dormir, pero en la oscuridad la cama de don Quijote es izada por unas sogas y él cree sinceramente que es transportado en los aires por una encantadora amiga quien lo lleva a presencia de Dulcinea, a la cual de verdad cree ver. Al amanecer(cap. 14) se produce un gracioso diálogo entre don Quijote y Sancho, en el cual este hace observaciones procaces acerca del amor platónico de su amo, incitándolo a romper su castidad, observaciones que don Quijote rechaza indignado. Luego, son echados del alojamiento y don Quijote, airado, abandona la estancia. 
Continúan su camino y tienen un largo diálogo acerca de la aspiración de Sancho de casarse con Dulcinea en caso de que muera don Quijote(cap. 15). Por el camino(cap.16) don Quijote impide con las armas, por amor a la naturaleza, que un hombre eche abajo una arboleda de cipreses; se le une un obispo transeúnte, quien lo apoya en su empeño. Después de departir con el obispo temas de caballería, amo y mozo se despiden de él y continúan el camino.
Un poco más allá(cap.18) don Quijote tiene una pendencia con el guarda de una recua de mulas en que se traslada a la Corte el oro de las Indias. Don Quijote recibe unos palos y luego constata que Sancho ha salteado la carreta y robado algo del oro del rey. Un poco más adelante se encuentran con unos frailes de San Francisco, los cuales se burlan entre ellos y de Sancho, al que juegan una pesada broma caminera(cap.19); muy molesto queda Sancho con la indiferencia de su amo ante la burla, pero este lo exhorta a que castigue por sí mismo la afrenta.
Siguen el camino y pronto don Quijote gana el famoso cuerno encantado de Astolfo, al arrebatárselo a un porquero que llamaba a sus cerdos con él(cap. 20). A continuación don Quijote y Sancho tienen un fuerte discusión debido a que este pone en duda la veracidad de las hazañas caballerescas(cap.21). Don Quijote descubre cerca una parva con animales uncidos para la trilla y la confunde con una fortaleza habitada por una giganta que tiene cautivos a varios caballeros andantes(cap.22), pero un estudiante que pasa por ahí lo disuade de atacar  haciéndole creer que ahí están encerrados un grupo de malhechores encantados.
Pronto llegan a la casa de don Prudencio Santiváñez y su agraciada esposa(cap.23), matrimonio al cual el autor, en una larga descripción, y en su particular estilo, lo presenta como la institución ideal. Amo y mozo son recibidos de manera muy amable por los dueños de casa.
Don Quijote entra en amena charla con los señores(cap 25), y uno de los sobrinos, con malicia, halaga la vanidad del hidalgo incentivándolo a que conquiste un rico y exótico reino oriental. Por su parte, Sancho(cap. 26) departe con el mayordomo acerca de sus aspiraciones de convertirse en un gran rey y del modo en que gobernará su prometido reino, aunque con su falta de tino insulta a una viuda que se encontraba presente. Don Quijote y don Prudencio charlan acerca de la amistad entre caballeros andantes y ciertas observaciones del manchego le atraen el rencor de don Zoilo, un sobrino del dueño de casa. Otro sobrino, don Alejo(cap.29) convence a don Quijote de que ajuste cuentas con dos gigantes que aterrorizan la comarca y han raptado a una importante princesa de La Mancha, princesa que el hidalgo identifica con Dulcinea.
Don Quijote se prepara para combatir a los gigantes; mientras, sus engañadores han dispuesto los artilugios necesarios para gastarle  una gran burla caballeresca. Don Quijote sale en dirección a la fortaleza(cap. 31) y por el camino recibe las sentidas quejas de su escudero quien le recrimina su falta de preocupación hacia él, lo que enciende la cólera de su amo, quien le responde en fuertes términos; pero pronto hacen las paces. En el camino se topan con un falso ermitaño(cap. 32) que incita a don Quijote a seguir su estilo de vida; don Quijote lo rechaza y aprovecha de criticar ácidamente este tipo de vida contemplativa. Pronto, llega a un barranco(cap 33) que don Quijote imagina ser la fortaleza de los gigantes; de repente ve venir un caballero montado y lanza en ristre, quien se jacta de que Dulcinea es ahora su dama de su propia voluntad. Don Quijote indignado carga sobre él, pero el lance es impedido por un obstáculo que de propósito han puesto en el terreno sus burladores. Ambos caballeros se acusan mutuamente de cobardía y de apelar a la magia para evitar la batalla; se separan. Sancho advierte el embuste, pero don Quijote no le hace caso. Casi al anochecer don Quijote pasa cerca de una lechería y desde una ventana oye los triste lamentos de una mujer; don Quijote cree que es Dulcinea que se encuentra prisionera:
```

```

-Sancho, hijo, ¿viste el rostro de la mujer divina? ¿No te deslumbró el fuego de esos ojos, no te admiró la blancura de ese cutis, no te inquietó la rubicundez de esos labios entreabiertos? ¿Viste cómo tenía el brazo puesto sobre el barandaje, brazo de Elena, brazo de Hermione, que cual un verso ropálico va subiendo desde la delgada muñeca hasta la más suculenta gordura? ¿Viste esa cabellera, derramada sobre ella a modo de negra capa? ¿Viste ese porte real cuán poético y elegante se mostraba en su donosa posición de estar apoyado sobre el travesaño de oro?

-Por la salvación de mi alma, dijo Sancho, juro que nada he visto sino el trapo que está columpiando en esa ventanilla negra como boca de horno. Tras él me parece que se halla una persona, la cual no sé si tendrá las propiedades numeradas por vuesa merced.
 
-Como no estás habilitado para estos prodigios, buen Sancho, bien puede ser que a tus ojos no se presenten las cosas como son. Si tocaras la verdad desnuda, admiraras en lo que tienes a la vista lo hermoso, lo suntuoso, lo gracioso; y rendido a la evidencia, confesaras al fin lo que te empeñas en poner en duda. Si no ves, oye a lo menos; quizás el oído sea en ti más sincero que la vista.(Cap. 34)

Idea un plan para liberarla (cap 34)  imitando un episodio descrito en sus libros de caballerías. La supuesta mujer se descuelga desde la ventana y con espanto don Quijote comprueba que es un sujeto de feo aspecto; indignado, lo rechaza; como siempre, Sancho cae en la cuenta de la burla, pero don Quijote atribuye todo al engaño del mago que lo persigue. Don Quijote vuelve a la casa de don Alejo de Mayorga, quien le convence de que los gigantes han huido y de que es pura jactancia suya la supuesta retención de Dulcinea.
En casa de don Prudencio(cap.35) este reprende a su sobrino Zoilo debido a su actitud de crítico literario mordaz que no reconoce los méritos de otros. Don Quijote hace ciertos comentarios que terminan de ganarle el odio de don Zoilo, quien jura para sus adentros la venganza.  Don Quijote es invitado a participar de un torneo que don Alejo de Mayorga piensa organizar en homenaje a las damas de la familia(cap.36). Esa misma noche(cap.37)don Alejo, disfrazado de Dulcinea, con don Zoilo y otro acompañante, disfrazados de gigantes, irrumpen en la habitación de don Quijote y lo obligan a pelear prácticamente desnudo; pero la entereza del hidalgo y la oportuna intervención de Sancho ahuyentan a los intrusos. Don Quijote le ordena a Sancho perseguirlos, pero este se niega dando sus razones por medio de una gran cantidad de refranes; don Quijote, exasperado le reprocha esta característica y sin darse cuenta él también apela al refranero popular. Intentan dormir(cap.38), mas luego se presenta un extraño sujeto quien solicita a don Quijote que satisfaga los antojos de su mujer embarazada: dar de azotes a su escudero. La solicitud es rechazada y por fin se duermen sin ser molestados.
A la mañana siguiente(cap.39) empieza el torneo en el castillo de don Alejo y don Quijote se arma con dificultad. El manchego participa ardorosamente en la justa(cap.40) y fue tal su efusividad en repartir reveses y mandobles sobre los otros combatientes que el juez se vio obligado a parar el lance y dar por ganador a Don Quijote. Enseguida(cap.41) el hidalgo especula acerca de cuál de las damas presentes se ha enamorado de él; por su parte, Sancho hace ciertos comentarios sarcásticos acerca de la figura de Dulcinea, lo que enciende en cólera a su amo. En vano don Quijote busca desafiar a un famoso rey moro participante del torneo, pero le convencen de que ha huido y de que es conveniente de que asista al agasajo que desean darle las damas del castillo. Don Quijote disfruta de la fiesta(caps.42 y 43) en compañía de diversas damas que simulan ser aquellas de los libros de caballerías. Don Quijote se despide de don Prudencio(cap.44) y tanto él como su escudero rechazan el ofrecimiento de cambiar sus cabalgaduras. Don Alejo le juega la última broma, presentándole a la supuesta dama enamorada de él: una moza jorobada, bizca y coja.
Don Quijote y Sancho van a parar a los faldeos de la Sierra Morena(cap.45). Hacen un pacto: Sancho se abstendrá de emitir refranes y don Quijote le alzará el salario. Pronto son víctima de un robo de parte de un ladrón que se hace pasar por ciego. Amo y mozo pernoctan en una arboleda(cap.46); a la mañana siguiente se topan con el cadáver de un ahorcado por la Santa Hermandad: el ladrón Ignacio de Veintemilla, al cual el propio autor reconoce como un enemigo político y al que ajusticia literariamente. Un poco más allá Sancho carga sobre el ladrón que le robó sus pertenencias y sobre unas gitanas que lo acompañaban. 
Continúan el camino: en cierto momento don Quijote se extralimita con Sancho(cap.48), golpeándolo más allá de la cuenta; pero inmediatamente, arrepentido, el hidalgo solicita el perdón de su escudero. Acosados por el hambre dan con un grupo de jurisconsultos a caballo, quienes los invitan a cenar. Mala impresión se lleva don Quijote de sus anfitriones(cap.49), a quienes critica su hipocresía profesional. Mientras discutían, por el camino real aparece un grupo circense llevando un elefante y unos osos(cap.50). Aquí ocurre una aventura muy parecida a la famosa aventura de los molinos de viento y a la de los leones, descritas en el Quijote de Cervantes: don Quijote desafía al elefante:

-¡Arre! Buen hombre-gritó el maestro Peluca-, deje pasar la bestezuela, que es moro de paz. 

Don Quijote hizo su primer embestida, sin más fruto que verse apartar suavemente por el bondadoso o desdeñoso animal. 
-¡Qué diablo de ladrón es éste!-dijo el maestro Peluca al ver que don Quijote volvía a la carga-¡Quieto, Chilintomo, quieto!.
Volvió a separarlo con mansedumbre el generoso bruto, y seguía su acompasado, lento paso, poniendo en tierra cada minuto cuatro arrobas de pies, sin dársele un comino de las arremetidas de don Quijote. Redobló su furia el caballero, juntó sus fuerzas, se encomendó a su señora Dulcinea del Toboso, y a espuela batida Rocinante se vino a estrellar, baja la lanza, contra la impasible mole. A las voces de su dueño: «¡Dale, Chilintomo!», borneó la trompa Chilintomo en forma de parábola, y dio tal chincharrazo, que caballo y caballero fueron a dar sin sentido a doce pasos. Siguió adelante la comitiva mientras Sancho Panza se tiraba, dando gritos desesperados, sobre su amo. Mas vio que don Quijote se meneaba, y aun le oyó decir en voz balbuciente: 
«No me pesa la mi muerte,	
Porque yo morir tenía;		
Pésame de vos, señora,		

Que perdéis mi compañía».

Don Quijote se repone pronto, continuando su camino y llegando a una venta que nuevamente imagina ser un castillo.
Por su parte(cap.51), el bachiller Sansón Carrasco, humillado por su derrota frente a don Quijote, en la batalla del manchego con el Caballero de los Espejos (suceso narrado en la obra de Cervantes), vuelve con más bríos en su empeño de traerlo de vuelta. Curado de sus costillas machucadas el bachiller, con acuerdo del cura y el barbero de la aldea, nuevamente se pone en camino tras don Quijote, sigue su rastro y lo alcanza finalmente en la venta en la que se anuncia su próximo arribo. Se pone de acuerdo con el ventero y espera a don Quijote disfrazado. Don Quijote y su escudero llegan a la venta(cap.52), en la cual el manchego se entera con sorpresa que hay en ella otro caballero que declara ser don Quijote de la Mancha; este no es más que el bachiller. La compañía circence también arriba a la venta y su director ofrece una representación teatral(cap.53) de temas caballerescos, pero inmediatamente se produce un fuerte altercado entre los asistentes debido a las discrepancias en el gusto; en cierto momento los actores mencionan el nombre Dulcinea, lo que sirve de pretexto al bachiller para darse a conocer como don Quijote de la Mancha, lo que provoca la ira del verdadero don Quijote. Esa noche(cap.55) don Quijote desafía al bachiller a un singular duelo. El duelo tiene lugar al día siguiente y don Quijote, tras un intrincado lance a espada, logra derribar al bachiller; este se hace el muerto y don Quijote nuevamente cree que los encantadores que le persiguen le han transmutado la figura de su enemigo en la del bachiller. El ventero da por ganador a don Quijote y este y su escudero abandonan la venta.
Sigue el deambular del hidalgo por la península, llegando a orillas del río Guadalquivir (cap 57). Aquí confirma Sancho la total locura de su amo en lo que toca a temas caballerescos: don Quijote embiste a un redil de ovejas creyendo que es una fortaleza enemiga y reproduce el ritual de Aquiles arrastrando un borrego muerto atado a la cola de su caballo alrededor del redil. La cabalgata continúa en medio de pláticas, disgreciones, enojos y reconciliaciones entre amo y mozo. Nuevamente se encuentran con los cadáveres de gente ajusticiada por el rey. En cierto momento(cap.58) se topan con las ruinas de una antigua ciudad romana, que don Quijote toma por Itálica, lo que le sirve al autor para hacer una larga reflexión-por boca de don Quijote-acerca de la brevedad de la vida humana y la amplitud del tiempo histórico. Cerca de Sevilla(cap.59) don Quijote se encuentra a boca de jarro, en una casa rural, con una bacanal protagonizada por frailes franciscanos con mujeres sevillanas; indignado, el hidalgo carga sobre ellos y captura a un monje al cual lleva por la fuerza a su monasterio para recibir el castigo de su superior. 
La novela termina(cap.60) cuando don Quijote y Sancho llegan a medianoche al monasterio. Son atendidos de buen grado. La quietud del lugar y el luto que los monjes guardan por el fallecimiento de uno de ellos inspira a don Quijote a hacer su testamento. Lo redacta en verso y en él expone su voluntad en relación con Dulcinea, Rocinante, sus familiares y Sancho. Sancho agradece a su amo las mercedes que le promete y ambos se internan en la capilla a oír misa.

## Ediciones actuales
- Capítulos que se le olvidaron a Cervantes. Edición de Ángel Esteban. Madrid: Cátedra, 2004.